# 卡尔佩特塔
卡尔佩特塔（Kalpetta），是印度喀拉拉邦Wayanad县的一个城镇。总人口29602（2001年）。

## 人口
该地2001年总人口29602人，其中男性14850人，女性14752人；0—6岁人口3606人，其中男1812人，女1794人；识字率76.92%，其中男性为80.88%，女性为72.94%。